# Korički Kamen
Korički Kamen (makedonska: Корички Камен) är ett berg i Nordmakedonien.   Det ligger i kommunen Zelenikovo, i den centrala delen av landet, 25 kilometer söder om huvudstaden Skopje. Toppen på Korički Kamen är 1 410 meter över havet.